# Cerkev sv. Križa, Marezige
Cerkev sv. Križa je župnijska cerkev župnije Marezige in se nahaja v  Marezigah.

## Zgodovina
Poznosrednjeveška cerkvena stavba izvira iz predhodne cerkve na tem mestu, ki je bila morda zgrajena že v 9. stoletju, kar pričajo nekateri arhitektonski elementi prvotno gotskega prezbiterija.
Koprski škof Paolo Naldini je v svojem Cerkvenem krajepisu iz leta 1700 zapisal, da je cerkveno ladjo tedaj krasilo kar pet oltarjev, oboki kapele z glavnim oltarjem, na katerem je bila podoba križanega, so bili iz kamna, kapela pa je istočasno služila kot prezbiterij. Cerkev je bila predelana in barokizirana leta 1756. Notranjščino je leta 1932 poslikal koprski slikar Emergildo de Troy, krasita pa jo kamnita kustodija iz časa baročne prezidave in lesena prižnica.

## Orgle
Sedanje cerkvene orgle, ki so nadomestile najstarejše Callidove orgle na Slovenskem iz leta 1769, so delo orglarske delavnice Antona Škrabla, leta 2006 jih je posvetil koprski škof Jurij Bizjak. 

### Dispozicija (izbor registrov)
| 2MP/p--s I C–g3 |              |            |
| 01.             | Principal    | 8'         |
| 02.             | Cevna flavta | 8'         |
| 03.             | Oktava       | 4'         |
| 04.             | Principal    | 2'         |
| 05.             | Mixtura      | III 1 1/3' |

| II C–g3 |             |        |
| 06.     | Salicional  | 8'     |
| 07.     | Burdon      | 8'     |
| 08.     | Blok-flavta | 4'     |
| 09.     | Kvinta      | 2 2/3' |
| 10.     | Terca       | 1 3/5' |

| P C–f1 |          |     |
| 11.    | Subbas   | 16' |
| 12.    | Pommer   | 16' |
| 13.    | Oktavbas | 8'  |
| 14.    | Koralbas | 4'  |

Nastavitve (okrajšave)
D:II-I I-P II-P SbII-I SpII-I  

PP.P.F.FF.T RPK. TR.Transp 

## Zvonik
Od cerkve ločeni zvonik je bil zgrajen 1870, ko so tudi cerkev razširili in ji dozidali pevsko emporo. Zadnja prenova zvonika je bila opravljena leta 2017. V zvoniku se nahaja v letu 2019 prenovljeni mehanizem stolpne ure.

### Zvonovi
Marežganski zvonik je v preteklih letih doživel temeljito prenovo. Po zbranih podatkih so bili do druge svetovne vojne v zvoniku trije bronasti zvonovi, teže 970, 550 in 270 kg. O njih je konec vojne dočakal le največji, ki je bil vlit leta 1922, kot vojno vračilo po prvi vojni. V devetdesetih letih je ta zvon počil, zaradi česar so leta 1992 v livarni Feniks v Žalcu naročili dva nova zvonova. 
Litino starega zvona so naslednje leto deloma uporabili pri vlivanju malega zvona, vendar je ta, zaradi nekvalitetne litine, imel nekoliko zamolkel glas. Leta 2019 sta bila zvonova obnovljena in zvonjenje eletrificirano. Po obnovi cerkvene fasade so leta 2021 zamenjali mali nekvalitetni zvon in dokupili največjega. Marežganska župnijska cerkev ima sedaj tako tri med seboj uglašene bronaste zvonove, ki pojejo v napevu »Te Deum«".   
Zvonovi:

1. Feniks Žalec - 2021 - 793 kg - f'±0/16 

2. Feniks Žalec - 1993 - 480 kg - as'+4/16 

3. Feniks Žalec - 2021 - 338 kg - b'+2/16 

Mali zvon (Feniks Žalec - 1993 - b') je od tedaj v zvoniku podružnične cerkve v Selih pri Višnji Gori, skupaj še z dvema jeklenima zvonovoma.